# Yttergrans landskommun
Yttergrans landskommun var en tidigare kommun i Uppsala län.

## Administrativ historik
Kommunen inrättades i Yttergrans socken i Håbo härad i Uppland när 1862 års kommunalförordningar trädde i kraft 1863.
Vid kommunreformen 1952 gick den upp i Håbo landskommun, som 1971 ombildades till Håbo kommun. 

## Politik

### Mandatfördelning i Yttergrans landskommun 1938-1946
| 6 | 9 |

| 15 |

| 10 | 10 |

| 18 |

| 12 | 8 |

| 19 |